# سید محمدرضا صدیقی صابر
سید محمدرضا صدیقی صابر (۲ شهریور ۱۳۵۳ – ۳ تیر ۱۴۰۴) دانشمند هسته‌ای ایرانی بود که در برنامه‌های حساس هسته‌ای جمهوری اسلامی فعالیت داشت.

## فعالیت‌ها
صدیقی صابر از جمله چهره‌های فعال در برنامه‌های پژوهشی ایران در زمینهٔ فناوری‌های مرتبط با صنایع دفاعی و هسته‌ای بود و برخی منابع از او به‌عنوان یکی از متخصصان حوزهٔ «انفجارهای سمپاتیک» و مهندسی مواد منفجره یاد کرده‌اند.
در اردیبهشت ۱۴۰۴، وزارت خزانه‌داری ایالات متحده، نام او را در فهرست تحریم‌ها قرار داد و اعلام کرد وی در توسعهٔ قابلیت‌های غیرقانونی جمهوری اسلامی نقش داشته است.

## ترور
بامداد ۳ تیر ۱۴۰۴، در پی حمله‌ای هوایی به خانهٔ پدری‌اش در آستانه اشرفیه، صدیقی صابر به همراه ۱۱ نفر دیگر از خانواده‌اش کشته شد.

## واکنش‌ها
پس از کشته شدن صدیقی صابر، رسانه‌های بین‌المللی همچون بی‌بی‌سی فارسی نیز این خبر را پوشش دادند و آن را بخشی از کارزار هدف‌گیری دانشمندان ایرانی دانستند.